# المنشأة (مركز)
مركز المنشأة، مركز إداري مصري. يقع في محافظة سوهاج الواقعة في جمهورية مصر العربية. القاعدة الإدارية للمركز هي مدينة المنشأة.يتكون المركز من العديد من القري اهمها قرية الشواولة التي تقع في الجزء الجنوبي منه , هناك العديد من الشخصيات البارزة في المركز اهمها الشيخ صديق المنشاوي وأولاده محمد ومحمود